# Сезги Сена Акай
Сезги́ Сена́ Ака́й (тур. Sezgi Sena Akay; род. 31 октября 1995, Стамбул, Турция) — турецкая актриса и модель, носила титул «Лучшая модель мира 2012».

## Биография
Сезги родилась 31 октября 1995 года в Стамбуле. Братьев и сестер у неё нет. После окончания средней школы для девочек Эренкой она поступила на факультет связей с общественностью и рекламы факультета коммуникации Университета Едитепе.
Она начала играть в волейбол в очень молодом возрасте. Она играла за «Галатасарай» пять лет, а затем за год за женскую волейбольную команду «Фенербахче» до 18 лет.
Сезги Сена Акай участвовала в 25-м конкурсе лучших моделей Турции и 15 декабря 2012 года получила титул «Лучшая модель Турции 2012». Мероприятие проходило на острове Галатасарай (Суада) в Стамбуле.
Сезги стала более известна по главной роли Мелек в сериале «Горькая любовь». Также Сезги снялась в одном из самых популярных сериалов Турции «Великолепный век: Империя Кёсем», где была в роли наложницы Мурада IV — Санавбер-хатун.

## Личная жизнь
В 2019 году Сезги Сена вышла замуж за турецкого бизнесмена Эмира Хасоглу, а в 2020 году у пары родился сын Али Керим.

## Фильмография
| Год       |   | Русское название               | Оригинальное название  | Роль           |
| --------- | - | ------------------------------ | ---------------------- | -------------- |
| 2014      | с | Оливковая вершина              | Zeytin Tepesi          | Невин          |
| 2015—2016 | с | Горькая любовь                 | Acı aşk                | Мелек          |
| 2016—2017 | с | Великолепный век: Кёсем Султан | Muhteşem Yüzyıl: Kösem | Санавбер Хатун |
| 2017      | с | Мерьем                         | Meryem                 | Севинч         |
| 2018      | с | Икота                          | Hıçkırık               | Налан          |